# Episodi di Longmire (sesta stagione)
La sesta e ultima stagione della serie televisiva Longmire è stata interamente pubblicata su Netflix il 17 novembre 2017.
In Italia la stagione va in onda su TOP Crime dall'8 al 14 agosto 2018.
| nº | Titolo originale                 | Titolo italiano            | Prima TV USA     | Prima TV Italia |
| -- | -------------------------------- | -------------------------- | ---------------- | --------------- |
| 1  | The Eagle and the Osprey         | Spiriti in aiuto           | 17 novembre 2017 | 8 agosto 2018   |
| 2  | Fever                            | Cacciatori di tesori       | 17 novembre 2017 | 8 agosto 2018   |
| 3  | Thank You, Victoria              | La fuga                    | 17 novembre 2017 | 9 agosto 2018   |
| 4  | A Thing I'll Never Understand    | Una vita ne salva un'altra | 17 novembre 2017 | 9 agosto 2018   |
| 5  | Burned Up My Tears               | Tutti sospettati           | 17 novembre 2017 | 10 agosto 2018  |
| 6  | No Greater Character Endorsement | Il nuovo Hector            | 17 novembre 2017 | 10 agosto 2018  |
| 7  | Opiates and Antibiotics          | Droghe e farmaci           | 17 novembre 2017 | 13 agosto 2018  |
| 8  | Cowboy Bill                      | Il rapinatore              | 17 novembre 2017 | 13 agosto 2018  |
| 9  | Running Eagle Challenge          | Un piccolo dipartimento    | 17 novembre 2017 | 14 agosto 2018  |
| 10 | Goodbye Is Always Implied        | La fine dei vecchi rancori | 17 novembre 2017 | 14 agosto 2018  |